# Roland Neudert

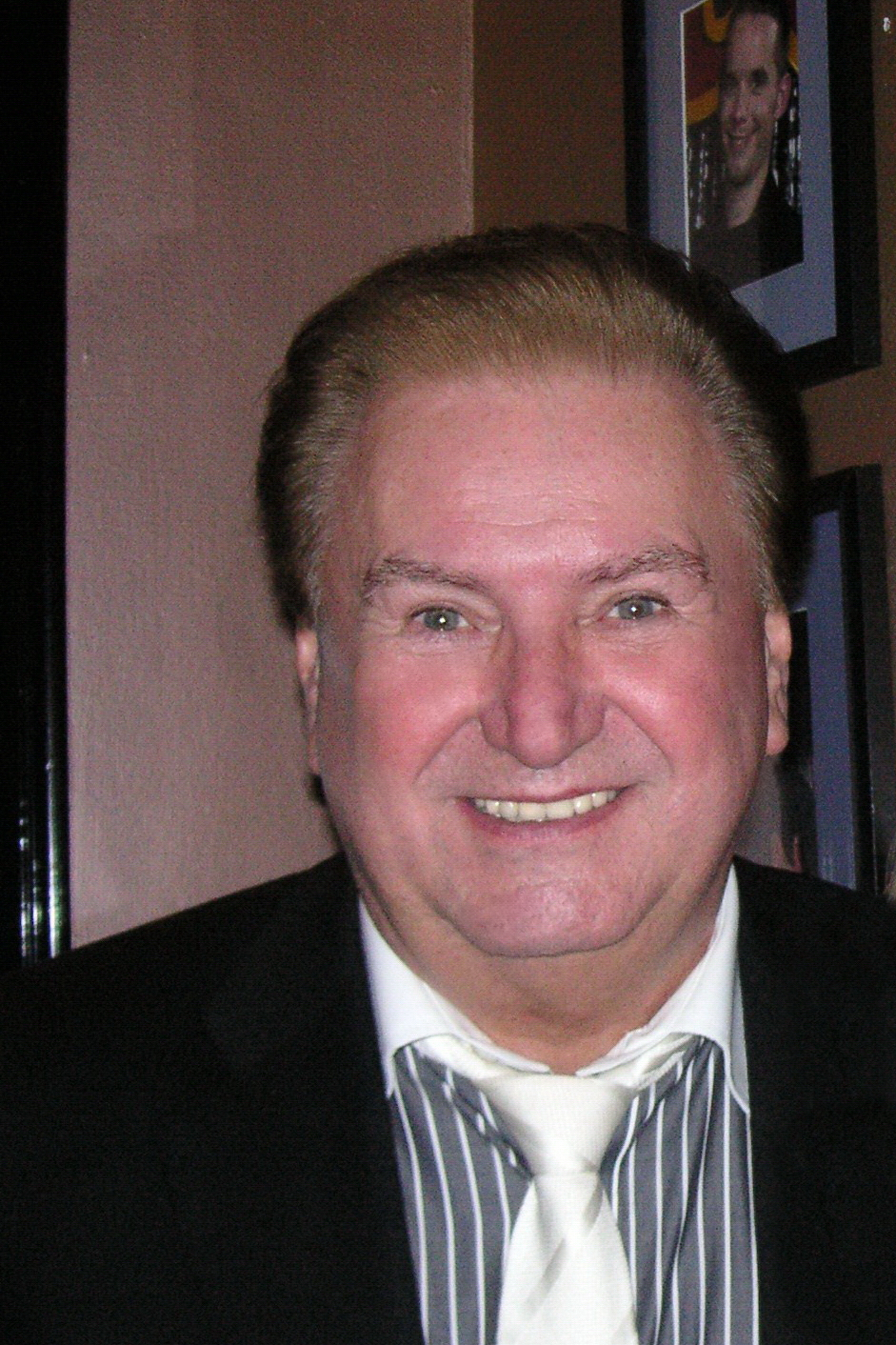
Roland Neudert im Friedrichstadtpalast
(Oktober 2008)

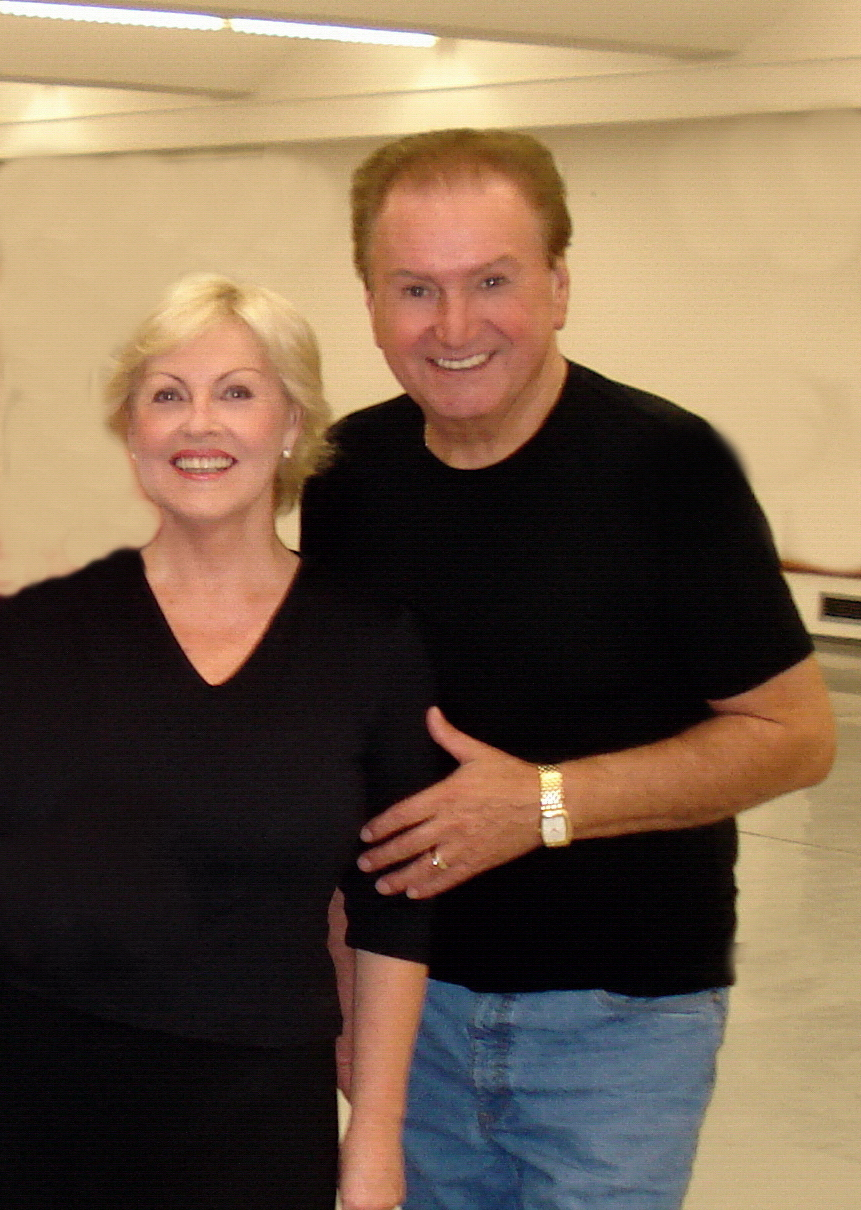
Neudert mit Ehefrau Petra Kusch-Lück im Probensaal des Deutschen Fernsehballetts – September 2009

Roland Neudert (* 9. Juli 1939 in Rittersgrün, Reichsgau Sudetenland) ist ein deutscher Schlagersänger.

## Leben
Roland Neudert ist gelernter Feinkeramikmaschinenbauschlosser mit Meisterbrief. Seine Jugend verbrachte er in Unterlind bei Sonneberg (Thüringen) und erhielt dort seinen ersten Gesangsunterricht, lernte Geige und Trompete. Von 1957 bis 1960 besuchte er die Volksmusikschule in Sonneberg und erhielt dort eine Gesangsausbildung. 1960 wurde er Sieger beim „Heiteren Finale“ der Talentebewegung der DDR. 1961 kam er in das Nachwuchsstudio des Berliner Rundfunks. Einer seiner ersten Titel war „Bleib nicht im Schatten stehn“ von Ralf Petersen und Dieter Schneider. Sein erster Fernsehauftritt fand in der von Wolfgang Brandenstein gestalteten Sendereihe „Gesucht und gefunden“ statt. Ab 1963 war er im Besitz des Berufsausweises für Sänger. Im gleichen Jahr trat er seinen Dienst in der Nationalen Volksarmee der DDR an, und bis zum Frühjahr 1965 war er dort Mitglied des Erich-Weinert-Ensembles. Nach dem Tode seiner ersten Frau Arite Mann, ebenfalls Schlagersängerin, wechselte er von der Seefahrerromantik in andere musikalische Bereiche. 1968 war Roland Neudert beim Schlagerwettbewerb der DDR in Magdeburg mit der „Fernfahrermelodie“ von Gerhard Siebholz und Dieter Schneider erfolgreich. Nach der Heirat mit Doris Neudert, die mit sehr erfolgreichem Talent das Management des Schlagersängers übernommen hatte und nachfolgende Erfolg auf dieses Management zurückzuführen waren, war er viele Jahre mit der „Hanns-Pannasch-Band“ auf Tournee im In- und Ausland. Seine erste LP Roland Neudert – Guten Tag, schönes Kind erschien erst 1980, obwohl er schon lange zu den beliebtesten Sängern gehörte. 1982 erhielt er den Kunstpreis der DDR. Volkstümliche Melodien waren dann auf der LP Hohe Berge – tiefe Täler enthalten, die Amiga 1989 herausbrachte.
Roland Neudert hatte zwischen 1965 und 1990 eine Vielzahl erfolgreicher Titel in den Hitparaden, darunter Ich möcht’ wieder zu Hause sein und Am Abend spielt einer Harmonika, beide von Ralf Petersen und Dieter Schneider.
1990 trat er mit dem Lied Dieser Augenblick in der ZDF-Hitparade auf. Von 1995 bis 2003 war er gemeinsam mit seiner Frau Petra Kusch-Lück in der vom ORB produzierten Montagabendshow Musikantenscheune zu hören und zu sehen.
Neudert lebt in Berlin-Altglienicke.

## Diskografie (Auswahl)

### Alben
- 1980 Guten Tag, schönes Kind
- 1983 Unsere schönsten Volkslieder, gesungen von Roland Neudert
- 1986 Fröhliche Weihnachten mit Roland Neudert
- 1989 Hohe Berge – tiefe Täler

### Singles
- Wenn der Mühlenstein trägt die Räder
- Ich möcht’ wieder zu Hause sein (1966/AMIGA 4 50 568 B) / A-Seite: Nimm den Kuß als Souvenir (Regina Thoss)
- Endlose Ferne / Meine Gitarre und ich (1966/AMIGA 4 50 555 A+B)
- Mädchen, bleib bei mir / Hab doch Mut (1967/AMIGA 4 50 595 A+B)